# フランチェスコ・フィリピーニ
フランチェスコ・フィリピーニ（Francesco Filippini、1853年9月18日 - 1895年3月6日）はイタリアの画家である。

## 略歴
北イタリア、ロンバルディア州のブレシアの貧しい農家に生まれた。幼い頃から菓子店のウェイターや、事務員として働いた。 ブレシアの公立美術館(Pinacoteca Tosio Martinengo)の絵画教室に参加し、1872年から市の奨学金を受けることができるようになった。1875年にミラノの画家、ジュゼッペ・ベルティーニ(Giuseppe Bertini)のもとで学ぶことができるようになり:79、別の奨学金でパリにでて展覧会を見学した。
1879年にパリの展覧会を訪れた時、シャルル・グレールの工房を訪れ、 クロード・モネと友人となり、例えばモネの作品、『サン＝ラザール駅』で表現された霧と冬の情景にインスピレーションを受けて冬の港の情景を描いた。
ミラノのブレラ美術アカデミー(Accademia di Belle Arti di Brera)の定期展覧会に1879年から出展し、1880年にミラノに移った。ミラノで美術教師として働いた。1878年にブレラ美術アカデミーの名誉会員になった。

## 作品

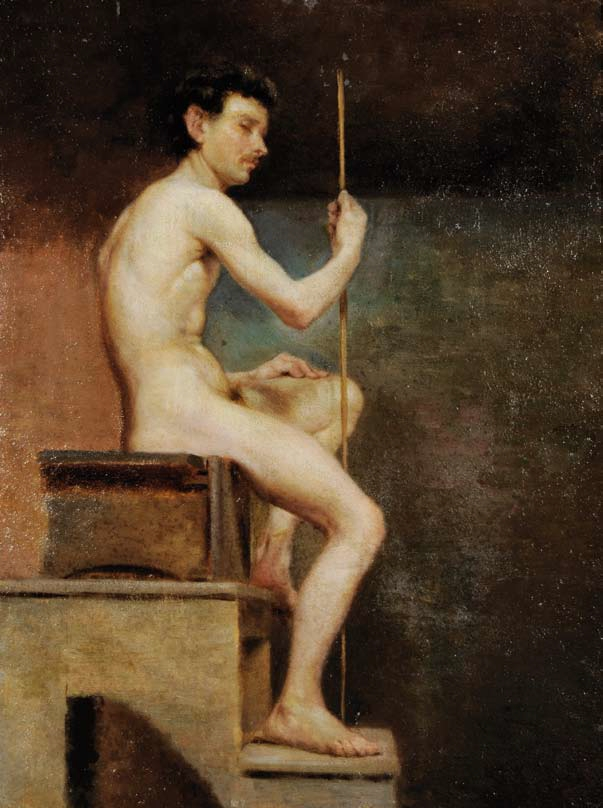
男性ヌードの習作(1876)
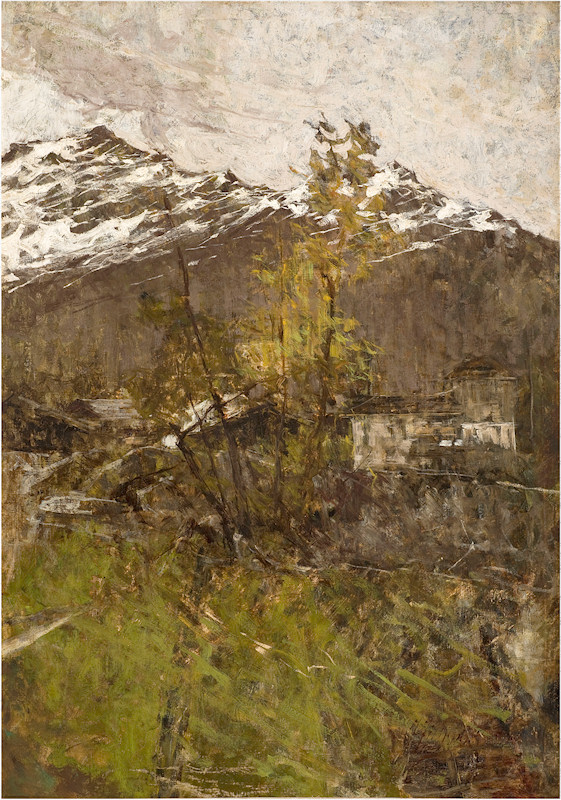
初雪(1889)
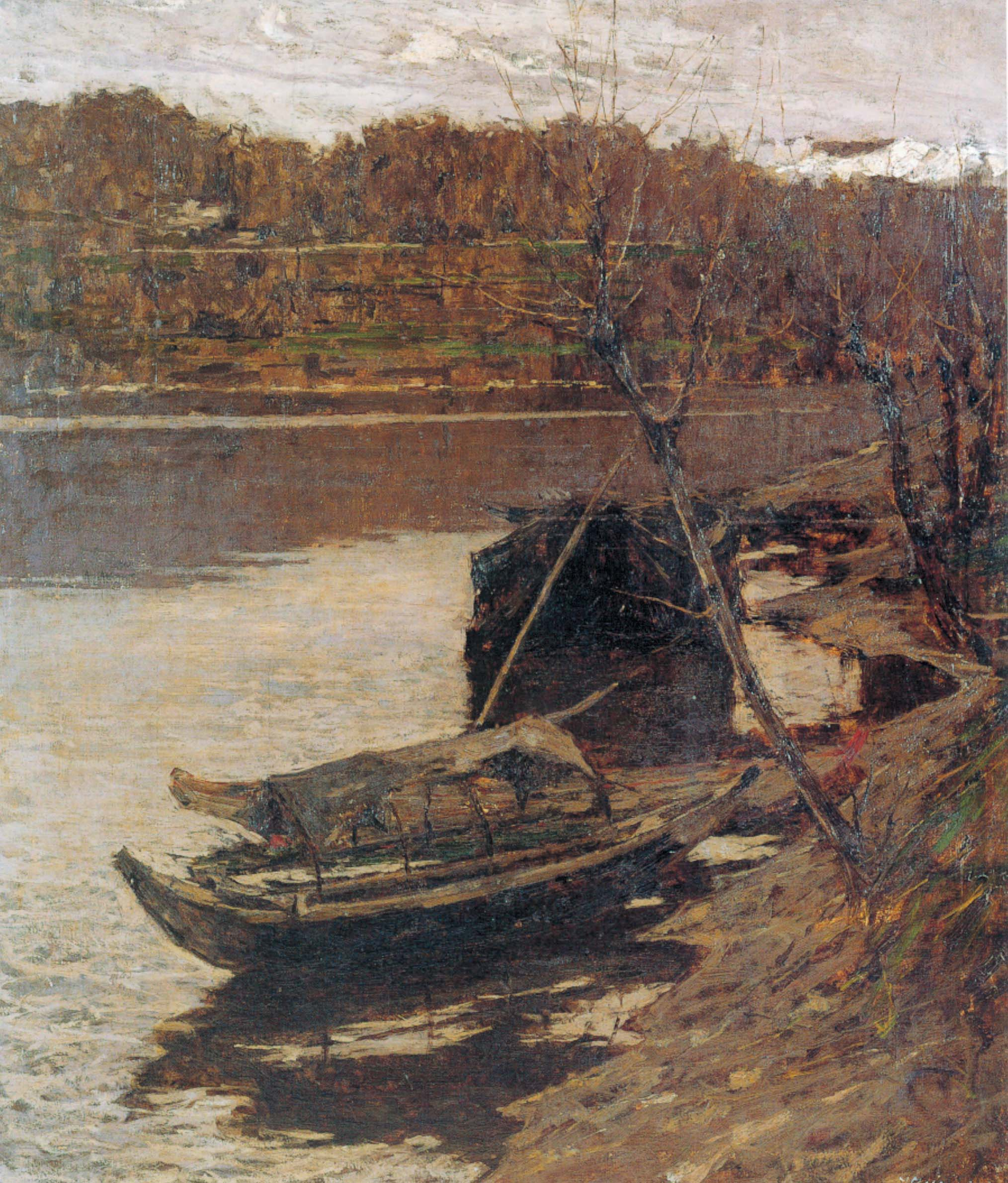
海辺のボート(1892/1893)